# Fußball-Regionalliga 2021-2022
La Regionalliga 2021-2022 è la 14ª edizione del campionato di calcio tedesco di quarta divisione ad avere questa denominazione, è iniziato ad agosto 2021 e terminerà a maggio 2022. Rispetto alla stagione precedente il numero di squadre è passato da 102 a 100, divise in 1 girone da 19, 1 girone da 21 e 3 gironi da 20 squadre.

## Avvenimenti
Parteciperanno 100 club da tutta l'area tedesca, suddivisi in gruppi diversi a seconda della vicinanza geografica.

## Nord

### Girone nord

#### Squadre partecipanti
| Club                  | Stagione | Città       | Stadio                                   | Stagione precedente |
| --------------------- | -------- | ----------- | ---------------------------------------- | ------------------- |
| Altona 93             | dettagli | Amburgo     | Adolf-Jäger-Kampfbahn                    |                     |
| Amburgo II            | dettagli | Amburgo     | Wolfgang-Meyer-Sportanlage               |                     |
| Drochtersen-Assel     | dettagli | Drochtersen | Kehdinger Stadion                        |                     |
| Eintracht Norderstedt | dettagli | Norderstedt | Edmund-Plambeck-Stadion                  |                     |
| Heider                | dettagli | Heide       | Stadion Meldorfer Straße                 |                     |
| Holstein Kiel II      | dettagli | Kiel        | Citti-Fussball-Park Holstein-Stadion     |                     |
| Lubecca               | dettagli | Lubecca     | Stadion an der Lohmühle                  |                     |
| Phönix Lubecca        | dettagli | Lubecca     | Buniamshof Stadion an der Lohmühle       |                     |
| St. Pauli II          | dettagli | Norderstedt | Edmund-Plambeck-Stadion NLZ Brummerskamp |                     |
| Teutonia Ottensen     | dettagli | Amburgo     | Stadion Hoheluft                         |                     |
| Weiche Flensburgo     | dettagli | Flensburgo  | Manfred-Werner-Stadion                   |                     |

#### Classifica finale
|  | Pos. | Squadra               | Pt | G  | V  | N | P  | GF | GS | DR  |
|  | ---- | --------------------- | -- | -- | -- | - | -- | -- | -- | --- |
|  | 1.   | Holstein Kiel II      | 41 | 20 | 12 | 5 | 3  | 39 | 19 | +20 |
|  | 2.   | Weiche Flensburgo     | 38 | 20 | 11 | 5 | 4  | 39 | 24 | +15 |
|  | 3.   | Teutonia Ottensen     | 36 | 20 | 10 | 6 | 4  | 39 | 24 | +15 |
|  | 4.   | Amburgo II            | 34 | 20 | 10 | 4 | 6  | 36 | 27 | +9  |
|  | 5.   | Lubecca               | 33 | 20 | 10 | 3 | 7  | 40 | 23 | +17 |
|  | 6.   | Drochtersen-Assel     | 33 | 20 | 8  | 9 | 3  | 23 | 18 | +5  |
|  | 7.   | St. Pauli II          | 24 | 20 | 6  | 6 | 8  | 23 | 29 | -6  |
|  | 8.   | Eintracht Norderstedt | 23 | 20 | 5  | 8 | 7  | 33 | 31 | +2  |
|  | 9.   | Phönix Lubecca        | 21 | 20 | 5  | 6 | 9  | 27 | 40 | -13 |
|  | 10.  | Heider                | 9  | 20 | 2  | 3 | 15 | 17 | 46 | -29 |
|  | 11.  | Altona 93             | 9  | 20 | 2  | 3 | 15 | 17 | 52 | -35 |

#### Tabellone
Ogni riga indica i risultati casalinghi della squadra segnata a inizio della riga, contro le squadre segnate colonna per colonna (che invece avranno giocato l'incontro in trasferta). Al contrario, leggendo la colonna di una squadra si avranno i risultati ottenuti dalla stessa in trasferta, contro le squadre segnate in ogni riga, che invece avranno giocato l'incontro in casa.
|                       | Alt  | Amb  | Dro  | Ein  | Hei  | Hol  | Lub  | Phö  | St.  | Teu  | Wei  |
| --------------------- | ---- | ---- | ---- | ---- | ---- | ---- | ---- | ---- | ---- | ---- | ---- |
| Altona 93             | –––– | 0-2  | 0-0  | 0-4  | 3-2  | 0-3  | 0-3  | 2-4  | 2-2  | 1-2  | 1-3  |
| Amburgo II            | 3-0  | –––– | 2-4  | 2-3  | 2-1  | 0-3  | 3-0  | 2-1  | 2-2  | 5-1  | 0-2  |
| Drochtersen-Assel     | 2-1  | 0-0  | –––– | 2-0  | 2-1  | 0-3  | 3-0  | 1-0  | 0-4  | 1-1  | 1-1  |
| Eintracht Norderstedt | 1-1  | 1-1  | 0-0  | –––– | 2-0  | 3-4  | 1-2  | 4-0  | 2-2  | 1-1  | 1-2  |
| Heide                 | 1-2  | 0-3  | 0-1  | 2-2  | –––– | 2-1  | 0-2  | 2-3  | 1-0  | 1-1  | 1-2  |
| Holstein Kiel II      | 1-0  | 3-1  | 1-1  | 4-4  | 3-0  | –––– | 1-0  | 1-0  | 0-0  | 3-0  | 2-3  |
| Lubecca               | 7-0  | 2-2  | 2-2  | 2-1  | 5-1  | 2-0  | –––– | 2-2  | 3-0  | 0-1  | 0-2  |
| Phönix Lübeck         | 2-1  | 2-3  | 0-0  | 1-1  | 1-0  | 2-3  | 1-4  | –––– | 2-0  | 0-0  | 1-7  |
| St. Pauli II          | 1-0  | 0-1  | 1-0  | 0-1  | 1-1  | 0-2  | 1-0  | 3-1  | –––– | 1-3  | 2-1  |
| Teutonia Ottensen     | 5-1  | 2-1  | 1-3  | 3-0  | 7-0  | 1-1  | 0-3  | 2-2  | 4-0  | –––– | 1-0  |
| Weiche Flensburgo     | 4-2  | 0-1  | 0-0  | 2-1  | 3-1  | 0-0  | 2-1  | 2-2  | 3-3  | 0-3  | –––– |

### Girone sud

#### Squadre partecipanti
| Club              | Stagione | Città       | Stadio                               | Stagione precedente |
| ----------------- | -------- | ----------- | ------------------------------------ | ------------------- |
| Atlas Delmenhorst | dettagli | Delmenhorst | Städtisches Stadion                  |                     |
| HSC Hannover      | dettagli | Hannover    | VW Podbi Sportpark                   |                     |
| Hannover 96 II    | dettagli | Hannover    | Eilenriedestadion VW Podbi Sportpark |                     |
| Hildesheim        | dettagli | Hildesheim  | Friedrich-Ebert-Stadion              |                     |
| Jeddeloh          | dettagli | Edewecht    | 53acht-Arena                         |                     |
| Lüneburger        | dettagli | Neetze      | Jahnstadion                          |                     |
| Oberneuland       | dettagli | Brema       | Marko Mock Arena                     |                     |
| Oldenburg         | dettagli | Oldenburg   | Marschweg-Stadion                    |                     |
| Rehden            | dettagli | Rehden      | Waldsportstätten                     |                     |
| Werder Brema II   | dettagli | Brema       | Weserstadion - Platz 11              |                     |

#### Classifica finale
|  | Pos. | Squadra           | Pt | G  | V  | N | P  | GF | GS | DR  |
|  | ---- | ----------------- | -- | -- | -- | - | -- | -- | -- | --- |
|  | 1.   | Oldenburg         | 43 | 18 | 13 | 4 | 1  | 45 | 12 | +33 |
|  | 2.   | Werder Brema II   | 42 | 18 | 13 | 3 | 2  | 47 | 13 | +34 |
|  | 3.   | Hildesheim        | 29 | 18 | 9  | 2 | 7  | 32 | 34 | -2  |
|  | 4.   | Atlas Delmenhorst | 25 | 18 | 6  | 7 | 5  | 22 | 22 | 0   |
|  | 5.   | Hannover 96 II    | 24 | 18 | 7  | 3 | 8  | 28 | 23 | +5  |
|  | 6.   | Jeddeloh          | 24 | 18 | 6  | 6 | 6  | 25 | 28 | -3  |
|  | 7.   | Rehden            | 18 | 18 | 4  | 6 | 8  | 29 | 35 | -6  |
|  | 8.   | Lüneburger        | 16 | 18 | 3  | 7 | 8  | 15 | 28 | -13 |
|  | 9.   | HSC Hannover      | 15 | 18 | 4  | 3 | 11 | 18 | 42 | -24 |
|  | 10.  | Oberneuland       | 12 | 18 | 3  | 3 | 12 | 11 | 35 | -24 |

#### Tabellone
Ogni riga indica i risultati casalinghi della squadra segnata a inizio della riga, contro le squadre segnate colonna per colonna (che invece avranno giocato l'incontro in trasferta). Al contrario, leggendo la colonna di una squadra si avranno i risultati ottenuti dalla stessa in trasferta, contro le squadre segnate in ogni riga, che invece avranno giocato l'incontro in casa.
|                   | Atl  | HSC  | Han  | Hil  | Jed  | Lün  | Obe  | Old  | Reh  | Wer  |
| ----------------- | ---- | ---- | ---- | ---- | ---- | ---- | ---- | ---- | ---- | ---- |
| Atlas Delmenhorst | –––– | 0-1  | 1-0  | 4-1  | 1-0  | 1-1  | 4-0  | 1-2  | 1-1  | 1-0  |
| HSC Hannover      | 3-1  | –––– | 1-5  | 2-3  | 1-5  | 0-2  | 1-0  | 1-3  | 2-1  | 0-4  |
| Hannover II       | 1-1  | 2-1  | –––– | 2-1  | 2-0  | 0-1  | 2-1  | 0-1  | 2-4  | 1-2  |
| Hildesheim        | 2-1  | 3-1  | 2-2  | –––– | 4-1  | 1-1  | 3-0  | 0-2  | 2-0  | 1-2  |
| Jeddeloh          | 0-0  | 1-1  | 0-5  | 3-1  | –––– | 2-0  | 2-0  | 0-0  | 2-2  | 1-1  |
| Lüneburg          | 2-2  | 1-0  | 0-1  | 1-2  | 1-1  | –––– | 0-0  | 1-1  | 2-2  | 0-5  |
| Oberneuland       | 0-0  | 1-1  | 1-0  | 0-3  | 0-1  | 2-1  | –––– | 0-3  | 1-3  | 1-3  |
| Oldenburg         | 1-1  | 7-1  | 3-1  | 1-2  | 3-1  | 4-0  | 3-1  | –––– | 4-1  | 3-0  |
| Rehden            | 1-2  | 1-1  | 2-2  | 3-0  | 2-3  | 2-0  | 2-3  | 1-4  | –––– | 1-1  |
| Werder Brema II   | 6-0  | 2-0  | 1-0  | 8-1  | 4-2  | 2-1  | 3-0  | 0-0  | 3-0  | –––– |

### Girone Play-off

#### Classifica finale
|  | Pos. | Squadra           | Pt | G  | V  | N | P  | GF | GS | DR  |
|  | ---- | ----------------- | -- | -- | -- | - | -- | -- | -- | --- |
|  | 1.   | Oldenburg         | 39 | 18 | 11 | 6 | 1  | 32 | 13 | 19  |
|  | 2.   | Weiche Flensburgo | 35 | 18 | 11 | 2 | 5  | 28 | 21 | 7   |
|  | 3.   | Werder Brema II   | 29 | 18 | 9  | 2 | 7  | 33 | 18 | 15  |
|  | 4.   | Holstein Kiel II  | 28 | 18 | 8  | 4 | 6  | 24 | 16 | 8   |
|  | 5.   | Lubecca           | 26 | 18 | 7  | 5 | 6  | 23 | 17 | 6   |
|  | 6.   | Amburgo II        | 24 | 18 | 7  | 3 | 8  | 28 | 30 | -2  |
|  | 7.   | Teutonia Ottensen | 24 | 18 | 6  | 6 | 6  | 31 | 37 | -6  |
|  | 8.   | Atlas Delmenhorst | 18 | 18 | 4  | 6 | 8  | 18 | 28 | -10 |
|  | 9.   | Hannover 96 II    | 16 | 18 | 4  | 4 | 10 | 27 | 33 | -6  |
|  | 10.  | Hildesheim        | 10 | 18 | 2  | 4 | 12 | 18 | 49 | -31 |

Legenda:
      Promosso in 3. Liga 2022-2023.
  Partecipa allo spareggio promozione
Regolamento:
Tre punti a vittoria, uno a pareggio, zero a sconfitta.
In caso di arrivo di due o più squadre a pari punti, la graduatoria finale verrà stilata secondo la classifica avulsa tra le squadre interessate che prevede, in ordine, i seguenti criteri:
- Punti negli scontri diretti
- Differenza reti negli scontri diretti
- Differenza reti generale
- Reti realizzate in generale
- Sorteggio

#### Tabellone
Ogni riga indica i risultati casalinghi della squadra segnata a inizio della riga, contro le squadre segnate colonna per colonna (che invece avranno giocato l'incontro in trasferta). Al contrario, leggendo la colonna di una squadra si avranno i risultati ottenuti dalla stessa in trasferta, contro le squadre segnate in ogni riga, che invece avranno giocato l'incontro in casa.
|                   | Amb  | Atl  | Han  | Hil  | Hol  | Lub  | Old  | Teu  | Wei  | Wer  |
| ----------------- | ---- | ---- | ---- | ---- | ---- | ---- | ---- | ---- | ---- | ---- |
| Amburgo II        | –––– | 1-0  | 2-3  | 1-0  | -    | -    | 1-2  | -    | -    | 2-1  |
| Atlas Delmenhorst | 4-1  | –––– | -    | -    | 0-0  | 1-1  | -    | 1-1  | 1-2  | -    |
| Hannover II       | 1-1  | -    | –––– | -    | 1-2  | 1-2  | -    | 4-2  | 2-3  | -    |
| Hildesheim        | 2-2  | -    | -    | –––– | 0-2  | 1-1  | -    | 3-3  | 0-4  | -    |
| Holstein Kiel II  | -    | 1-0  | 0-2  | 4-0  | –––– | -    | 1-2  | -    | -    | 0-1  |
| Lubecca           | -    | 0-0  | 3-1  | 5-0  | -    | –––– | 1-2  | -    | -    | 1-0  |
| Oldenburg         | 3-2  | -    | -    | -    | 1-1  | 0-0  | –––– | 3-0  | 4-0  | -    |
| Teutonia Ottensen | -    | 6-1  | 4-4  | 1-0  | -    | -    | 2-2  | –––– | -    | 3-3  |
| Weiche Flensburgo | -    | 2-0  | 2-1  | 4-2  | -    | -    | 0-0  | -    | –––– | 2-0  |
| Werder Brema II   | 1-2  | -    | -    | -    | 2-0  | 0-1  | -    | 3-0  | 3-0  | –––– |

### Girone play-out

#### Classifica finale
|  | Pos. | Squadra               | Pt | G  | V  | N | P  | GF | GS | DR  |
|  | ---- | --------------------- | -- | -- | -- | - | -- | -- | -- | --- |
|  | 11.  | Phönix Lubecca        | 45 | 20 | 14 | 3 | 3  | 40 | 19 | 21  |
|  | 12.  | Eintracht Norderstedt | 39 | 20 | 10 | 9 | 1  | 37 | 12 | 25  |
|  | 13.  | Jeddeloh              | 38 | 20 | 10 | 8 | 2  | 34 | 17 | 17  |
|  | 14.  | Drochtersen-Assel     | 34 | 20 | 9  | 7 | 4  | 28 | 16 | 12  |
|  | 15.  | Rehden                | 29 | 20 | 8  | 5 | 7  | 39 | 30 | 9   |
|  | 16.  | St. Pauli II          | 26 | 20 | 7  | 5 | 8  | 29 | 26 | 3   |
|  | 17.  | Lüneburger            | 22 | 20 | 5  | 7 | 8  | 15 | 27 | -12 |
|  | 18.  | HSC Hannover          | 19 | 20 | 4  | 7 | 9  | 24 | 39 | -15 |
|  | 19.  | Altona 93             | 17 | 20 | 3  | 8 | 9  | 22 | 35 | -13 |
|  | 20.  | Oberneuland           | 16 | 20 | 4  | 4 | 12 | 21 | 44 | -23 |
|  | 21.  | Heider                | 12 | 20 | 3  | 3 | 14 | 23 | 47 | -24 |

Legenda:
      Retrocessi in Oberliga 2022-2023.
Regolamento:
Tre punti a vittoria, uno a pareggio, zero a sconfitta.
In caso di arrivo di due o più squadre a pari punti, la graduatoria finale verrà stilata secondo la classifica avulsa tra le squadre interessate che prevede, in ordine, i seguenti criteri:
- Punti negli scontri diretti
- Differenza reti negli scontri diretti
- Differenza reti generale
- Reti realizzate in generale
- Sorteggio

#### Tabellone
Ogni riga indica i risultati casalinghi della squadra segnata a inizio della riga, contro le squadre segnate colonna per colonna (che invece avranno giocato l'incontro in trasferta). Al contrario, leggendo la colonna di una squadra si avranno i risultati ottenuti dalla stessa in trasferta, contro le squadre segnate in ogni riga, che invece avranno giocato l'incontro in casa.
|                       | Alt  | Ein  | HSC  | Hei  | Jed  | Lün  | Obe  | Phö  | Reh  | SV   | St   |
| --------------------- | ---- | ---- | ---- | ---- | ---- | ---- | ---- | ---- | ---- | ---- | ---- |
| Altona                | –––– | -    | 1-1  | -    | 1-2  | 1-1  | 3-2  | -    | 1-2  | -    | -    |
| Eintracht Norderstedt | -    | –––– | 0-0  | -    | 0-0  | 1-0  | 2-1  | -    | 2-0  | -    | -    |
| HSC Hannover          | 0-0  | 0-4  | –––– | 5-0  | -    | -    | -    | 1-2  | -    | 1-5  | 2-1  |
| Heide                 | -    | -    | 4-4  | –––– | 1-5  | 1-2  | 4-1  | -    | 0-3  | -    | -    |
| Jeddeloh              | 2-0  | 1-1  | -    | 1-2  | –––– | -    | -    | 1-1  | -    | 1-1  | 3-0  |
| Lüneburg              | 1-1  | 0-0  | -    | 2-0  | -    | –––– | -    | 0-4  | -    | 1-1  | 0-3  |
| Oberneuland           | 2-2  | 0-6  | -    | 3-1  | -    | -    | –––– | 0-1  | -    | 0-4  | 1-1  |
| Phönix Lubecca        | -    | -    | 3-2  | -    | 3-0  | 2-0  | 4-0  | –––– | 2-0  | -    | -    |
| Rehden                | 3-0  | 2-4  | -    | 4-0  | -    | -    | -    | 1-4  | –––– | 1-1  | 5-0  |
| SV Drochtersen/Assel  | -    | -    | 3-0  | -    | 0-1  | 0-1  | 4-2  | -    | 1-1  | –––– | -    |
| St Pauli II           | -    | -    | 4-1  | -    | 0-0  | 4-0  | 1-2  | -    | 1-2  | -    | –––– |

## Nordest

### Squadre partecipanti
| Club                 | Stagione | Città              | Stadio                              | Stagione precedente |
| -------------------- | -------- | ------------------ | ----------------------------------- | ------------------- |
| Altglienicke         | dettagli | Berlino            | Stadion auf dem Wurfplatz           |                     |
| VfB Auerbach         | dettagli | Auerbach           | VfB Stadion                         |                     |
| Babelsberg           | dettagli | Potsdam            | Stadio Karl Liebknecht              |                     |
| Berliner AK 07       | dettagli | Berlino            | Poststadion                         |                     |
| Carl Zeiss Jena      | dettagli | Jena               | Ernst-Abbe-Sportfeld                |                     |
| Chemie Lipsia        | dettagli | Lipsia             | Alfred-Kunze-Sportpark              |                     |
| Chemnitz             | dettagli | Chemnitz           | Stadion an der Gellertstraße        |                     |
| BFC Dynamo           | dettagli | Berlino            | Sportforum Hohenschönhausen         |                     |
| Eilenburg            | dettagli | Eilenburg          | Ilburg-Stadion                      |                     |
| Energie Cottbus      | dettagli | Cottbus            | Stadion der Freundschaft            |                     |
| Germania Halberstadt | dettagli | Halberstadt        | Friedensstadion                     |                     |
| Hertha Berlino II    | dettagli | Berlino            | Stadion auf dem Wurfplatz           |                     |
| Lichtenberg 47       | dettagli | Berlino            | HOWOGE-Arena Poststadion            |                     |
| Lokomotive Lipsia    | dettagli | Lipsia             | Bruno-Plache-Stadion                |                     |
| Luckenwalde          | dettagli | Luckenwalde        | Werner-Seelenbinder-Stadion         |                     |
| Meuselwitz           | dettagli | Meuselwitz         | bluechip-Arena                      |                     |
| Optik Rathenow       | dettagli | Rathenow           | Stadion Vogelgesang                 |                     |
| Tasmania Berlino     | dettagli | Berlino            | Mommsenstadion Stadion Lichterfelde |                     |
| TeBe Berlino         | dettagli | Berlino            | Mommsenstadion                      |                     |
| Union Fürstenwalde   | dettagli | Fürstenwalde/Spree | Bonava-Arena                        |                     |

### Classifica finale
|  | Pos. | Squadra              | Pt | G  | V  | N  | P  | GF | GS  | DR  |
|  | ---- | -------------------- | -- | -- | -- | -- | -- | -- | --- | --- |
|  | 1.   | BFC Dynamo           | 82 | 38 | 25 | 7  | 6  | 84 | 32  | +52 |
|  | 2.   | Carl Zeiss Jena      | 76 | 38 | 23 | 7  | 8  | 71 | 35  | +36 |
|  | 3.   | Energie Cottbus      | 74 | 38 | 21 | 11 | 6  | 85 | 35  | +50 |
|  | 4.   | Altglienicke         | 72 | 38 | 21 | 9  | 8  | 80 | 47  | +33 |
|  | 5.   | Chemnitz             | 72 | 38 | 20 | 12 | 6  | 67 | 37  | +30 |
|  | 6.   | Lokomotive Lipsia    | 71 | 38 | 21 | 8  | 9  | 71 | 42  | +29 |
|  | 7.   | Berliner AK 07       | 69 | 38 | 21 | 6  | 11 | 65 | 48  | +17 |
|  | 8.   | Hertha Berlino II    | 60 | 38 | 17 | 9  | 12 | 69 | 49  | +20 |
|  | 9.   | Chemie Lipsia        | 56 | 38 | 16 | 8  | 14 | 47 | 48  | -1  |
|  | 10.  | TeBe Berlino         | 53 | 38 | 14 | 11 | 13 | 59 | 50  | +9  |
|  | 11.  | Babelsberg           | 53 | 38 | 14 | 11 | 13 | 46 | 42  | +4  |
|  | 12.  | Luckenwalde          | 50 | 38 | 14 | 8  | 16 | 58 | 50  | +8  |
|  | 13.  | Lichtenberg 47       | 44 | 38 | 12 | 8  | 18 | 49 | 64  | -15 |
|  | 14.  | Meuselwitz           | 41 | 38 | 11 | 8  | 19 | 42 | 54  | -12 |
|  | 15.  | Germania Halberstadt | 41 | 38 | 11 | 8  | 19 | 48 | 68  | -20 |
|  | 16.  | Eilenburg            | 33 | 38 | 8  | 9  | 21 | 41 | 79  | -38 |
|  | 17.  | Union Fürstenwalde   | 33 | 38 | 8  | 9  | 21 | 49 | 89  | -40 |
|  | 18.  | Optik Rathenow       | 30 | 38 | 5  | 15 | 18 | 48 | 81  | -33 |
|  | 19.  | VfB Auerbach         | 23 | 38 | 5  | 8  | 25 | 45 | 95  | -50 |
|  | 20.  | Tasmania Berlino     | 17 | 38 | 3  | 8  | 27 | 28 | 107 | -79 |

Legenda:
  Partecipa allo spareggio promozione
      Retrocessi in Oberliga.
Regolamento:
Tre punti a vittoria, uno a pareggio, zero a sconfitta.
In caso di arrivo di due o più squadre a pari punti, la graduatoria finale verrà stilata secondo la classifica avulsa tra le squadre interessate che prevede, in ordine, i seguenti criteri:
- Punti negli scontri diretti
- Differenza reti negli scontri diretti
- Differenza reti generale
- Reti realizzate in generale
- Sorteggio

### Tabellone
Ogni riga indica i risultati casalinghi della squadra segnata a inizio della riga, contro le squadre segnate colonna per colonna (che invece avranno giocato l'incontro in trasferta). Al contrario, leggendo la colonna di una squadra si avranno i risultati ottenuti dalla stessa in trasferta, contro le squadre segnate in ogni riga, che invece avranno giocato l'incontro in casa.
|                         | Alt  | Aue  | Bab  | Ber  | Car  | Che  | Che  | Din  | Eil  | Ene  | Ger  | Her  | Lic  | Lok  | Luc  | Meu  | Opt  | Tas  | Ten  | Uni  |
| ----------------------- | ---- | ---- | ---- | ---- | ---- | ---- | ---- | ---- | ---- | ---- | ---- | ---- | ---- | ---- | ---- | ---- | ---- | ---- | ---- | ---- |
| Altglienicke            | –––– | 3-1  | 1-1  | 4-1  | 1-1  | 2-3  | 4-1  | 2-4  | 6-0  | 3-0  | 3-0  | 1-3  | 4-2  | 0-3  | 2-1  | 1-0  | 1-1  | 5-1  | 0-3  | 3-3  |
| Auerbach                | 2-2  | –––– | 2-3  | 1-3  | 1-4  | 1-3  | 1-4  | 2-2  | 2-1  | 0-2  | 2-5  | 3-2  | 0-1  | 0-1  | 1-0  | 0-1  | 3-3  | 9-1  | 0-4  | 3-1  |
| Babelsberg              | 2-2  | 1-1  | –––– | 1-2  | 0-2  | 0-2  | 2-1  | 2-1  | 1-0  | 0-2  | 2-1  | 3-0  | 1-0  | 1-1  | 2-1  | 0-2  | 1-1  | 2-0  | 4-2  | 1-2  |
| Berliner AK 07          | 0-2  | 0-0  | 2-2  | –––– | 1-0  | 3-0  | 1-2  | 1-3  | 1-0  | 0-3  | 4-2  | 2-2  | 2-1  | 0-1  | 0-2  | 0-1  | 7-5  | 3-0  | 2-0  | 2-1  |
| Carl Zeiss Jena         | 1-2  | 2-1  | 1-0  | 2-0  | –––– | 3-2  | 1-1  | 2-0  | 3-1  | 0-1  | 2-1  | 0-1  | 3-0  | 2-3  | 2-0  | 2-0  | 6-2  | 5-0  | 2-1  | 4-1  |
| Chemie Lipsia           | 0-1  | 1-1  | 3-1  | 0-2  | 3-2  | –––– | 1-1  | 1-1  | 2-1  | 1-2  | 0-2  | 2-1  | 0-1  | 2-1  | 1-2  | 0-0  | 1-1  | 2-0  | 2-1  | 2-1  |
| Chemnitz                | 0-2  | 5-1  | 0-0  | 0-0  | 1-1  | 1-0  | –––– | 1-3  | 2-0  | 1-1  | 5-2  | 2-0  | 0-0  | 2-3  | 4-1  | 1-1  | 1-1  | 5-0  | 3-1  | 1-0  |
| Dinamo Berlino          | 2-0  | 5-0  | 1-0  | 1-2  | 1-2  | 2-0  | 1-1  | –––– | 6-0  | 2-1  | 2-0  | 1-0  | 2-1  | 1-2  | 2-0  | 3-0  | 1-1  | 6-0  | 1-0  | 5-2  |
| Eilenburg               | 1-0  | 0-0  | 1-0  | 0-1  | 1-3  | 1-1  | 1-2  | 0-2  | –––– | 1-1  | 3-1  | 2-3  | 4-4  | 1-1  | 2-1  | 0-2  | 4-0  | 3-0  | 0-2  | 3-2  |
| Energie Cottbus         | 0-3  | 5-0  | 2-0  | 1-0  | 0-1  | 4-1  | 0-1  | 1-1  | 9-0  | –––– | 3-1  | 2-2  | 4-1  | 1-1  | 1-1  | 3-0  | 1-0  | 5-0  | 2-2  | 6-1  |
| Germania Halberstadt    | 0-3  | 7-1  | 1-1  | 1-1  | 0-0  | 0-2  | 0-2  | 0-2  | 2-1  | 0-0  | –––– | 4-0  | 2-1  | 2-3  | 0-5  | 0-3  | 2-0  | 3-0  | 0-2  | 2-1  |
| Hertha Berlino II       | 1-1  | 3-0  | 0-3  | 1-1  | 2-2  | 0-1  | 1-0  | 2-3  | 5-1  | 1-1  | 3-0  | –––– | 3-1  | 0-1  | 4-0  | 1-0  | 2-0  | 5-3  | 0-1  | 5-0  |
| Lichtenberg 47          | 3-0  | 1-1  | 0-1  | 1-5  | 0-2  | 2-1  | 1-3  | 1-0  | 3-2  | 0-4  | 0-0  | 0-0  | –––– | 3-0  | 0-3  | 1-1  | 2-0  | 1-1  | 0-0  | 3-2  |
| Lokomotive Lipsia       | 1-3  | 1-0  | 1-0  | 1-2  | 0-0  | 1-0  | 1-2  | 1-4  | 1-1  | 1-3  | 4-0  | 0-2  | 1-3  | –––– | 3-1  | 2-0  | 1-1  | 5-0  | 4-0  | 6-2  |
| Luckenwalde             | 0-3  | 3-0  | 0-0  | 0-1  | 0-0  | 5-3  | 1-1  | 1-1  | 1-0  | 2-3  | 2-2  | 2-3  | 4-1  | 2-3  | –––– | 3-1  | 1-1  | 2-0  | 0-1  | 1-2  |
| Meuselwitz              | 0-1  | 1-0  | 1-1  | 1-3  | 1-3  | 1-2  | 1-1  | 2-3  | 1-1  | 1-4  | 0-1  | 0-2  | 1-0  | 0-4  | 0-2  | –––– | 4-1  | 1-0  | 3-1  | 0-0  |
| Optik Rathenow          | 2-4  | 4-2  | 0-3  | 3-1  | 1-3  | 0-0  | 1-2  | 0-4  | 1-1  | 0-2  | 2-2  | 2-2  | 2-4  | 0-3  | 0-1  | 2-1  | –––– | 2-0  | 1-3  | 2-0  |
| Tasmania Berlino        | 1-1  | 3-1  | 2-0  | 1-3  | 0-1  | 0-1  | 0-2  | 0-3  | 1-2  | 2-1  | 0-0  | 1-1  | 0-4  | 1-1  | 0-4  | 0-6  | 3-3  | –––– | 3-4  | 3-3  |
| Tennis Borussia Berlino | 1-1  | 3-0  | 0-0  | 1-2  | 4-1  | 0-1  | 1-2  | 0-1  | 5-0  | 2-2  | 2-0  | 0-4  | 3-2  | 0-0  | 0-0  | 3-3  | 2-2  | 0-0  | –––– | 3-1  |
| Union Fürstenwalde      | 1-3  | 4-2  | 1-4  | 1-4  | 1-0  | 0-0  | 1-3  | 1-1  | 1-1  | 2-2  | 1-2  | 3-2  | 2-0  | 0-4  | 0-3  | 2-1  | 0-0  | 2-1  | 1-1  | –––– |

### Classifica marcatori
| Gol | Rigori |  | Giocatore       | Squadra           |
| --- | ------ |  | --------------- | ----------------- |
| 23  | 3      |  | Christian Beck  | Dinamo Berlino    |
| 22  | 3      |  | Fabian Eisele   | Carl Zeiss Jena   |
| 21  | 0      |  | Djamal Ziane    | Lokomotive Lipsia |
| 19  | 0      |  | Erik Engelhardt | Energie Cottbus   |
| 18  | 2      |  | Daniel Frahn    | Babelsberg        |

## Ovest

### Squadre partecipanti
| Club                   | Stagione | Città             | Stadio                                       | Stagione precedente |
| ---------------------- | -------- | ----------------- | -------------------------------------------- | ------------------- |
| Alemannia Aquisgrana   | dettagli | Aquisgrana        | Stadio Tivoli                                |                     |
| Bonner                 | dettagli | Bonn              | Sportpark Nord Sportpark Pennenfeld          |                     |
| Borussia M'gladbach II | dettagli | Mönchengladbach   | Grenzlandstadion                             |                     |
| Colonia II             | dettagli | Colonia           | Franz-Kremer-Stadion Südstadion              |                     |
| Fortuna Colonia        | dettagli | Colonia           | Südstadion                                   |                     |
| F. Düsseldorf II       | dettagli | Düsseldorf        | Paul-Janes-Stadion                           |                     |
| Homberg                | dettagli | Duisburg          | PCC-Stadion                                  |                     |
| LR Ahlen               | dettagli | Ahlen             | Wersestadion                                 |                     |
| Lippstadt 08           | dettagli | Lippstadt         | Liebelt-Arena                                |                     |
| Preußen Münster        | dettagli | Münster           | Preußenstadion                               |                     |
| Rot-Weiss Essen        | dettagli | Essen             | Stadion Essen Stadion an der Hafenstraße     |                     |
| RW Oberhausen          | dettagli | Oberhausen        | Niederrheinstadion                           |                     |
| Rödinghausen           | dettagli | Rödinghausen      | Häcker Wiehenstadion                         |                     |
| Schalke 04 II          | dettagli | Gelsenkirchen     | Parkstadion Veltins-Arena                    |                     |
| Sportfreunde Lotte     | dettagli | Lotte             | Stadion am Lotter Kreuz                      |                     |
| Straelen               | dettagli | Straelen          | Stadion Römerstraße                          |                     |
| Uerdingen 05           | dettagli | Velbert           | Grotenburg Stadion IMS Arena Stadion Velbert |                     |
| Wegberg-Beeck          | dettagli | Wegberg           | Waldstadion                                  |                     |
| Wiedenbrück            | dettagli | Rheda-Wiedenbrück | Jahnstadion                                  |                     |
| Wuppertal              | dettagli | Wuppertal         | Stadion am Zoo                               |                     |

### Classifica finale
|  | Pos. | Squadra                | Pt | G  | V  | N  | P  | GF | GS | DR  |
|  | ---- | ---------------------- | -- | -- | -- | -- | -- | -- | -- | --- |
|  | 1.   | Rot-Weiss Essen        | 87 | 38 | 26 | 9  | 3  | 84 | 32 | +52 |
|  | 2.   | Preußen Münster        | 87 | 38 | 26 | 9  | 3  | 73 | 24 | +49 |
|  | 3.   | Wuppertal              | 78 | 38 | 23 | 9  | 6  | 68 | 28 | +40 |
|  | 4.   | RW Oberhausen          | 75 | 38 | 22 | 9  | 7  | 68 | 35 | +33 |
|  | 5.   | Fortuna Colonia        | 74 | 38 | 20 | 14 | 4  | 62 | 31 | +31 |
|  | 6.   | Rödinghausen           | 64 | 38 | 19 | 7  | 12 | 45 | 35 | +10 |
|  | 7.   | Colonia II             | 62 | 38 | 17 | 11 | 10 | 70 | 49 | +21 |
|  | 8.   | Wiedenbrück            | 55 | 38 | 14 | 13 | 11 | 48 | 37 | +11 |
|  | 9.   | Schalke 04 II          | 47 | 38 | 13 | 8  | 17 | 58 | 65 | -7  |
|  | 10.  | LR Ahlen               | 47 | 38 | 11 | 14 | 13 | 50 | 67 | -17 |
|  | 11.  | F. Düsseldorf II       | 46 | 38 | 12 | 10 | 16 | 59 | 62 | -3  |
|  | 12.  | Alemannia Aquisgrana   | 44 | 38 | 11 | 11 | 16 | 43 | 51 | -8  |
|  | 13.  | Borussia M'gladbach II | 43 | 38 | 12 | 7  | 19 | 42 | 51 | -9  |
|  | 14.  | Lippstadt 08           | 43 | 38 | 12 | 7  | 19 | 54 | 65 | -11 |
|  | 15.  | Straelen               | 43 | 38 | 12 | 7  | 19 | 42 | 64 | -22 |
|  | 16.  | Bonner                 | 39 | 38 | 10 | 9  | 19 | 44 | 63 | -19 |
|  | 17.  | Wegberg-Beeck          | 31 | 38 | 7  | 10 | 21 | 31 | 64 | -33 |
|  | 18.  | Sportfreunde Lotte     | 30 | 38 | 9  | 3  | 26 | 36 | 63 | -27 |
|  | 19.  | Uerdingen 05           | 27 | 38 | 6  | 9  | 23 | 39 | 96 | -57 |
|  | 20.  | Homberg                | 26 | 38 | 6  | 8  | 24 | 30 | 64 | -34 |

Legenda:
      Promosso in 3. Liga 2022-2023.
  Ammesse ai play-off o ai play-out.
      Retrocessi in Oberliga.
Regolamento:
Tre punti a vittoria, uno a pareggio, zero a sconfitta.
In caso di arrivo di due o più squadre a pari punti, la graduatoria finale verrà stilata secondo la classifica avulsa tra le squadre interessate che prevede, in ordine, i seguenti criteri:
- Punti negli scontri diretti
- Differenza reti negli scontri diretti
- Differenza reti generale
- Reti realizzate in generale
- Sorteggio

### Tabellone
Ogni riga indica i risultati casalinghi della squadra segnata a inizio della riga, contro le squadre segnate colonna per colonna (che invece avranno giocato l'incontro in trasferta). Al contrario, leggendo la colonna di una squadra si avranno i risultati ottenuti dalla stessa in trasferta, contro le squadre segnate in ogni riga, che invece avranno giocato l'incontro in casa.
|                             | Ale  | Bon  | Bor  | Col  | For  | For  | Hom  | LR   | Lip  | Pre  | Rot  | Rot  | Röd  | Sch  | Spo  | Str  | Uer  | Weg  | Wie  | Wup  |
| --------------------------- | ---- | ---- | ---- | ---- | ---- | ---- | ---- | ---- | ---- | ---- | ---- | ---- | ---- | ---- | ---- | ---- | ---- | ---- | ---- | ---- |
| Alemannia                   | –––– | 0-0  | 0-1  | 1-1  | 0-1  | 3-1  | 2-0  | 1-4  | 3-0  | 0-2  | 1-1  | 1-3  | 0-1  | 1-1  | 1-0  | 5-3  | 3-2  | 3-2  | 0-1  | 1-2  |
| Bonner                      | 1-1  | –––– | 1-1  | 1-3  | 0-2  | 0-3  | 2-0  | 2-2  | 0-1  | 1-2  | 0-3  | 1-5  | 0-1  | 4-3  | 0-2  | 1-3  | 1-1  | 2-0  | 0-0  | 1-2  |
| Borussia Mönchengladbach II | 3-2  | 2-1  | –––– | 3-1  | 0-4  | 0-3  | 2-0  | 4-1  | 4-2  | 1-2  | 1-2  | 0-3  | 1-2  | 1-4  | 3-0  | 2-1  | 0-0  | 0-1  | 0-1  | 0-1  |
| Colonia II                  | 1-3  | 3-2  | 2-0  | –––– | 2-2  | 1-1  | 2-1  | 6-1  | 3-1  | 1-1  | 1-1  | 1-0  | 2-3  | 2-1  | 4-0  | 0-0  | 8-2  | 4-1  | 0-0  | 0-3  |
| Fortuna Colonia             | 0-0  | 1-2  | 2-1  | 1-1  | –––– | 0-0  | 1-1  | 1-1  | 4-2  | 3-2  | 3-3  | 1-1  | 1-0  | 2-2  | 2-1  | 1-0  | 4-0  | 2-0  | 2-3  | 1-0  |
| Fortuna Düsseldorf II       | 3-0  | 1-2  | 0-0  | 0-1  | 1-1  | –––– | 4-0  | 1-1  | 1-4  | 0-1  | 3-3  | 2-2  | 3-1  | 5-1  | 2-1  | 0-4  | 1-0  | 1-3  | 2-4  | 1-2  |
| Homberg                     | 0-0  | 0-3  | 0-2  | 1-3  | 0-0  | 0-2  | –––– | 1-2  | 3-2  | 2-2  | 0-1  | 0-1  | 0-1  | 0-3  | 1-2  | 0-1  | 1-1  | 1-1  | 2-1  | 0-2  |
| LR Ahlen                    | 0-2  | 1-1  | 3-1  | 2-6  | 0-1  | 1-1  | 3-3  | –––– | 1-1  | 1-1  | 2-0  | 0-0  | 2-1  | 3-2  | 1-1  | 2-0  | 1-0  | 1-1  | 1-0  | 0-0  |
| Lippstadt 08                | 2-0  | 1-1  | 0-1  | 1-1  | 0-2  | 5-2  | 0-1  | 2-0  | –––– | 3-3  | 1-2  | 1-2  | 0-2  | 0-1  | 2-1  | 1-2  | 3-4  | 0-0  | 1-0  | 2-2  |
| Preussen Münster            | 2-1  | 3-0  | 1-1  | 2-1  | 1-0  | 2-0  | 2-0  | 2-0  | 3-1  | –––– | 2-3  | 3-1  | 0-0  | 3-0  | 2-0  | 4-0  | 3-0  | 1-0  | 1-0  | 0-0  |
| Rot Weiss Essen             | 2-1  | 6-1  | 1-1  | 2-0  | 2-1  | 4-1  | 3-0  | 2-0  | 4-0  | 0-2  | –––– | 1-1  | 1-0  | 1-0  | 3-1  | 1-4  | 3-0  | 3-1  | 0-0  | 2-1  |
| Rot Weiss Oberhausen        | 2-1  | 3-1  | 3-2  | 1-0  | 0-2  | 2-1  | 3-1  | 4-0  | 0-1  | 0-3  | 1-1  | –––– | 2-1  | 4-0  | 1-0  | 0-0  | 6-0  | 0-0  | 1-2  | 1-1  |
| Rödinghausen                | 1-1  | 1-0  | 0-0  | 2-1  | 1-4  | 4-1  | 0-1  | 0-1  | 2-1  | 1-0  | 0-3  | 0-1  | –––– | 1-0  | 3-0  | 3-0  | 0-1  | 1-1  | 1-0  | 1-1  |
| Schalke II                  | 1-1  | 1-0  | 1-0  | 1-2  | 1-1  | 0-4  | 0-0  | 5-3  | 2-1  | 0-2  | 1-2  | 0-1  | 0-0  | –––– | 4-1  | 1-1  | 4-1  | 2-0  | 5-1  | 0-4  |
| Sportfreunde Lotte          | 1-0  | 0-2  | 2-0  | 1-1  | 1-2  | 3-1  | 2-0  | 4-1  | 0-2  | 2-3  | 0-3  | 1-2  | 0-1  | 2-0  | –––– | 1-2  | 0-1  | 1-2  | 0-2  | 2-1  |
| Straelen                    | 0-1  | 0-0  | 1-0  | 1-2  | 0-2  | 1-1  | 0-4  | 3-2  | 0-2  | 0-4  | 0-1  | 1-2  | 1-4  | 2-1  | 2-1  | –––– | 2-0  | 0-0  | 1-1  | 1-4  |
| Uerdingen                   | 0-0  | 1-3  | 1-4  | 2-2  | 1-1  | 1-1  | 0-4  | 1-1  | 1-3  | 0-1  | 0-11 | 2-5  | 1-2  | 3-4  | 2-0  | 4-1  | –––– | 2-0  | 2-3  | 0-2  |
| Wegberg-Beeck               | 0-2  | 1-3  | 1-0  | 0-1  | 0-2  | 1-2  | 2-1  | 0-1  | 2-3  | 0-4  | 1-1  | 1-3  | 1-1  | 1-4  | 1-0  | 2-3  | 1-1  | –––– | 1-0  | 0-3  |
| Wiedenbrück                 | 1-1  | 3-1  | 0-0  | 2-0  | 0-1  | 3-1  | 3-0  | 2-2  | 2-2  | 0-0  | 0-1  | 1-0  | 1-2  | 2-2  | 1-1  | 2-0  | 5-1  | 1-1  | –––– | 0-1  |
| Wuppertal                   | 5-0  | 0-3  | 1-0  | 2-0  | 1-1  | 0-2  | 3-1  | 4-2  | 3-0  | 1-1  | 0-1  | 1-1  | 2-0  | 3-0  | 2-1  | 2-1  | 2-0  | 4-1  | 0-0  | –––– |

### Classifica marcatori
| Gol | Rigori |  | Giocatore          | Squadra              |
| --- | ------ |  | ------------------ | -------------------- |
| 24  | 0      |  | Simon Engelmann    | Rot Weiss Essen      |
| 16  | 1      |  | Cagatay Kader      | Straelen             |
| 16  | 1      |  | Sascha Marquet     | Fortuna Colonia      |
| 14  | 2      |  | Serhat-Semih Güler | Bonner               |
| 14  | 2      |  | Sven Kreyer        | Rot Weiss Oberhausen |

## Sudovest

### Squadre partecipanti
| Club              | Stagione | Città                    | Stadio                                              | Stagione precedente |
| ----------------- | -------- | ------------------------ | --------------------------------------------------- | ------------------- |
| Aalen             | dettagli | Aalen                    | Ostalb Arena                                        |                     |
| Astoria Walldorf  | dettagli | Walldorf                 | Dietmar-Hopp-Sportpark                              |                     |
| Bahlinger SC      | dettagli | Bahlingen am Kaiserstuhl | Kaiserstuhlstadion                                  |                     |
| Elversberg        | dettagli | Elversberg               | Ursapharm-Arena                                     |                     |
| FSV Francoforte   | dettagli | Francoforte sul Meno     | PSD Bank Arena                                      |                     |
| Gießen            | dettagli | Gießen                   | Waldstadion Gießen                                  |                     |
| Hessen Kassel     | dettagli | Kassel                   | Auestadion                                          |                     |
| Hoffenheim II     | dettagli | Sinsheim                 | Stadio Dietmar Hopp                                 |                     |
| Homburg           | dettagli | Homburg                  | Waldstadion Homburg                                 |                     |
| Kickers Offenbach | dettagli | Offenbach am Main        | Stadion am Bieberer Berg                            |                     |
| Magonza II        | dettagli | Magonza                  | Stadion am Bruchweg                                 |                     |
| Pirmasens         | dettagli | Pirmasens                | Sportpark Husterhöhe                                |                     |
| Rot-Weiß Coblenza | dettagli | Coblenza                 | Stadion Oberwerth                                   |                     |
| Schott Magonza    | dettagli | Magonza                  | BSA Mainz-Mombach                                   |                     |
| Sonnenhof G.      | dettagli | Aspach                   | WIRmachenDRUCK Arena                                |                     |
| Steinbach         | dettagli | Haiger                   | Sibre-Sportzentrum Am Haarwasen                     |                     |
| Stoccarda II      | dettagli | Stoccarda                | Gazi-Stadion auf der Waldau Robert-Schlienz-Stadion |                     |
| TSG Balingen      | dettagli | Balingen                 | BIZERBA-Arena Kaiserstuhlstadion                    |                     |
| Ulma              | dettagli | Ulma                     | Donaustadion                                        |                     |

### Classifica finale
|  | Pos. | Squadra           | Pt | G  | V  | N  | P  | GF | GS | DR  |
|  | ---- | ----------------- | -- | -- | -- | -- | -- | -- | -- | --- |
|  | 1.   | Elversberg        | 80 | 36 | 24 | 8  | 4  | 79 | 29 | +50 |
|  | 2.   | Ulma              | 77 | 36 | 23 | 8  | 5  | 60 | 30 | +30 |
|  | 3.   | Kickers Offenbach | 76 | 36 | 24 | 4  | 8  | 67 | 26 | +41 |
|  | 4.   | Steinbach         | 70 | 36 | 20 | 10 | 6  | 62 | 35 | +27 |
|  | 5.   | Magonza II        | 69 | 36 | 22 | 3  | 11 | 63 | 42 | +21 |
|  | 6.   | Homburg           | 52 | 36 | 14 | 10 | 12 | 43 | 48 | -5  |
|  | 7.   | Hessen Kassel     | 51 | 36 | 13 | 12 | 11 | 46 | 37 | +9  |
|  | 8.   | TSG Balingen      | 46 | 36 | 13 | 7  | 16 | 46 | 64 | -18 |
|  | 9.   | Bahlinger SC      | 45 | 36 | 12 | 9  | 15 | 35 | 44 | -9  |
|  | 10.  | Astoria Walldorf  | 44 | 36 | 12 | 8  | 16 | 49 | 61 | -12 |
|  | 11.  | Stoccarda II      | 43 | 36 | 12 | 7  | 17 | 49 | 52 | -3  |
|  | 12.  | Aalen             | 43 | 36 | 12 | 7  | 17 | 49 | 60 | -11 |
|  | 13.  | Hoffenheim II     | 41 | 36 | 10 | 11 | 15 | 45 | 50 | -5  |
|  | 14.  | Rot-Weiß Coblenza | 39 | 36 | 9  | 12 | 15 | 36 | 44 | -8  |
|  | 15.  | FSV Francoforte   | 39 | 36 | 9  | 12 | 15 | 40 | 53 | -13 |
|  | 16.  | Sonnenhof G.      | 39 | 36 | 11 | 6  | 19 | 42 | 64 | -22 |
|  | 17.  | Schott Magonza    | 33 | 36 | 9  | 6  | 21 | 36 | 58 | -22 |
|  | 18.  | Pirmasens         | 33 | 36 | 9  | 6  | 21 | 32 | 59 | -27 |
|  | 19.  | Gießen            | 29 | 36 | 7  | 8  | 21 | 28 | 51 | -23 |

Legenda:
      Promosso in 3. Liga 2022-2023.
  Ammesse ai play-off o ai play-out.
      Retrocessi in Oberliga.
Regolamento:
Tre punti a vittoria, uno a pareggio, zero a sconfitta.
In caso di arrivo di due o più squadre a pari punti, la graduatoria finale verrà stilata secondo la classifica avulsa tra le squadre interessate che prevede, in ordine, i seguenti criteri:
- Punti negli scontri diretti
- Differenza reti negli scontri diretti
- Differenza reti generale
- Reti realizzate in generale
- Sorteggio

### Tabellone
Ogni riga indica i risultati casalinghi della squadra segnata a inizio della riga, contro le squadre segnate colonna per colonna (che invece avranno giocato l'incontro in trasferta). Al contrario, leggendo la colonna di una squadra si avranno i risultati ottenuti dalla stessa in trasferta, contro le squadre segnate in ogni riga, che invece avranno giocato l'incontro in casa.
|                       | Aal  | Ast  | Bah  | Elv  | FSV  | Gie  | Hes  | Hof  | Hom  | Kic  | Mag  | Pir  | Rot  | Sch  | Son  | Ste  | Sto  | TSG  | Ulm  |
| --------------------- | ---- | ---- | ---- | ---- | ---- | ---- | ---- | ---- | ---- | ---- | ---- | ---- | ---- | ---- | ---- | ---- | ---- | ---- | ---- |
| Aalen                 | –––– | 1-4  | 2-3  | 1-4  | 1-0  | 1-0  | 0-0  | 5-2  | 4-0  | 0-2  | 4-3  | 2-2  | 0-0  | 3-1  | 2-1  | 0-2  | 1-2  | 1-2  | 1-2  |
| Astoria Walldorf      | 0-2  | –––– | 2-1  | 0-2  | 2-1  | 0-1  | 0-0  | 2-5  | 3-1  | 1-2  | 0-2  | 3-1  | 2-1  | 3-1  | 0-3  | 0-4  | 1-1  | 0-4  | 3-3  |
| Bahlinger             | 2-2  | 0-4  | –––– | 0-1  | 1-0  | 2-0  | 2-3  | 1-0  | 1-1  | 1-3  | 0-2  | 4-0  | 1-0  | 1-0  | 1-0  | 1-1  | 0-0  | 2-1  | 0-2  |
| Elversberg            | 3-1  | 0-0  | 3-3  | –––– | 4-2  | 1-1  | 0-0  | 2-1  | 2-0  | 1-2  | 5-0  | 1-0  | 4-1  | 2-0  | 6-0  | 3-0  | 2-1  | 6-0  | 1-0  |
| FSV Francoforte       | 0-0  | 0-0  | 1-3  | 1-1  | –––– | 2-2  | 1-0  | 3-0  | 1-3  | 0-2  | 1-2  | 2-2  | 0-1  | 2-2  | 2-1  | 0-4  | 1-2  | 4-0  | 0-0  |
| Giessen               | 1-1  | 1-1  | 0-0  | 0-2  | 1-3  | –––– | 1-0  | 1-2  | 0-2  | 0-3  | 0-1  | 0-1  | 1-2  | 3-0  | 3-1  | 1-3  | 2-1  | 3-1  | 0-2  |
| Hessen Kassel         | 1-2  | 0-2  | 1-1  | 0-2  | 0-0  | 3-0  | –––– | 0-0  | 3-0  | 0-0  | 2-1  | 0-3  | 2-0  | 2-0  | 4-0  | 1-1  | 3-2  | 4-0  | 0-0  |
| Hoffenheim II         | 0-2  | 1-0  | 0-0  | 1-2  | 3-1  | 1-2  | 2-0  | –––– | 2-1  | 2-2  | 0-1  | 0-2  | 1-1  | 1-2  | 1-1  | 0-2  | 2-0  | 1-2  | 1-2  |
| Homburg               | 0-1  | 3-2  | 1-0  | 2-1  | 1-2  | 0-0  | 1-1  | 3-3  | –––– | 0-1  | 3-2  | 2-1  | 1-1  | 1-0  | 1-0  | 1-0  | 0-0  | 0-0  | 3-3  |
| Kickers Offenbach     | 4-0  | 2-0  | 1-0  | 3-1  | 4-0  | 2-0  | 0-1  | 1-0  | 1-0  | –––– | 2-0  | 3-0  | 0-1  | 0-1  | 1-0  | 4-0  | 3-1  | 1-1  | 1-2  |
| Magonza II            | 3-1  | 6-0  | 3-0  | 0-2  | 3-0  | 2-0  | 1-3  | 3-2  | 1-2  | 2-0  | –––– | 4-1  | 2-1  | 1-0  | 2-0  | 2-1  | 2-4  | 3-2  | 0-3  |
| Pirmasens             | 1-0  | 1-2  | 0-0  | 0-3  | 0-1  | 2-1  | 1-2  | 0-1  | 0-1  | 0-2  | 1-1  | –––– | 0-0  | 2-1  | 0-4  | 1-2  | 2-3  | 1-1  | 0-1  |
| Rot Weiss Coblenza    | 2-2  | 2-2  | 1-0  | 0-2  | 0-0  | 2-0  | 2-2  | 0-2  | 4-0  | 1-1  | 0-0  | 1-2  | –––– | 2-1  | 0-1  | 1-2  | 0-3  | 0-1  | 1-1  |
| Schott Magonza        | 2-0  | 3-1  | 3-0  | 3-3  | 0-1  | 1-0  | 2-1  | 1-1  | 0-3  | 0-2  | 0-0  | 0-1  | 1-2  | –––– | 1-2  | 3-3  | 2-1  | 0-0  | 0-1  |
| Sonnenhof Grossaspach | 2-1  | 0-4  | 1-0  | 0-2  | 1-1  | 1-1  | 4-1  | 0-0  | 3-3  | 3-2  | 1-3  | 3-1  | 1-4  | 0-1  | –––– | 0-2  | 1-1  | 1-4  | 3-1  |
| Steinbach Haiger      | 1-0  | 0-0  | 3-1  | 1-1  | 3-1  | 2-1  | 2-2  | 3-3  | 0-0  | 3-0  | 1-0  | 2-0  | 2-1  | 3-2  | 3-0  | –––– | 0-2  | 5-0  | 0-3  |
| Stoccarda II          | 1-2  | 2-3  | 0-1  | 0-0  | 1-1  | 1-0  | 1-3  | 1-3  | 2-0  | 2-4  | 0-2  | 2-1  | 2-0  | 4-2  | 0-1  | 0-0  | –––– | 1-2  | 0-1  |
| TSG Balingen          | 3-2  | 3-2  | 1-2  | 1-2  | 0-2  | 1-1  | 1-0  | 0-0  | 2-1  | 1-6  | 0-1  | 1-2  | 1-1  | 4-0  | 3-2  | 0-1  | 1-3  | –––– | 0-2  |
| Ulm                   | 4-1  | 1-0  | 1-0  | 4-2  | 3-3  | 1-0  | 2-1  | 1-1  | 1-2  | 1-0  | 0-2  | 3-0  | 1-0  | 2-0  | 2-0  | 0-0  | 3-2  | 1-2  | –––– |

### Classifica marcatori
| Gol | Rigori |  | Giocatore       | Squadra       |
| --- | ------ |  | --------------- | ------------- |
| 20  | 7      |  | Nick Proschwitz | Hoffenheim II |
| 18  | 5      |  | Markus Mendler  | Homburg       |
| 15  | 3      |  | Isra Suero      | Elversberg    |
| 14  | 1      |  | Valdrin Mustafa | Elversberg    |
| 13  | 1      |  | Jan Ferdinand   | TSG Balingen  |

## Baviera

### Squadre partecipanti
| Club                | Stagione | Città                 | Stadio                                                    | Stagione precedente |
| ------------------- | -------- | --------------------- | --------------------------------------------------------- | ------------------- |
| Aubstadt            | dettagli | Aubstadt              | NGN-Arena                                                 |                     |
| Augusta II          | dettagli | Augusta               | Rosenaustadion                                            |                     |
| Bayern Monaco II    | dettagli | Monaco di Baviera     | Grünwalder Stadion                                        |                     |
| Bayreuth            | dettagli | Bayreuth              | Hans-Walter-Wild Stadion Waldstadion                      |                     |
| Buchbach            | dettagli | Buchbach              | SMR-Arena                                                 |                     |
| Eichstätt           | dettagli | Eichstätt             | Liqui-Moly-Stadion                                        |                     |
| Eltersdorf          | dettagli | Erlangen              | ELSNER Sportpark                                          |                     |
| Greuther Fürth II   | dettagli | Fürth                 | Sportzentrum Auf der Tulpe Sportpark Ronhof Thomas Sommer |                     |
| Heimstetten         | dettagli | Kirchheim bei München | Sportpark Heimstetten                                     |                     |
| Illertissen         | dettagli | Illertissen           | Vöhlinstadion                                             |                     |
| Memmingen           | dettagli | Memmingen             | Memminger Arena                                           |                     |
| Norimberga II       | dettagli | Norimberga            | Max-Morlock-Stadion Sportpark Valznerweiher               |                     |
| Pipinsried          | dettagli | Altomünster           | Sportanlage Pipinsried                                    |                     |
| Rain 1896           | dettagli | Rain am Lech          | Georg-Weber-Stadion                                       |                     |
| Rosenheim 1860      | dettagli | Rosenheim             | Jahnstadion                                               |                     |
| Schalding-Heining   | dettagli | Passavia              | Sportanlage am Reuthinger Weg                             |                     |
| Schweinfurt 05      | dettagli | Schweinfurt           | Sachs-Stadion                                             |                     |
| Unterhaching        | dettagli | Unterhaching          | Sportpark Unterhaching                                    |                     |
| Vikt. Aschaffenburg | dettagli | Aschaffenburg         | Stadion am Schönbusch                                     |                     |
| Wacker Burghausen   | dettagli | Burghausen            | Wacker-Arena                                              |                     |

### Classifica finale
|  | Pos. | Squadra             | Pt | G  | V  | N  | P  | GF  | GS  | DR  |
|  | ---- | ------------------- | -- | -- | -- | -- | -- | --- | --- | --- |
|  | 1.   | Bayreuth            | 93 | 38 | 30 | 3  | 5  | 103 | 39  | +64 |
|  | 2.   | Bayern Monaco II    | 86 | 38 | 26 | 8  | 4  | 113 | 50  | +63 |
|  | 3.   | Wacker Burghausen   | 64 | 38 | 19 | 7  | 12 | 84  | 54  | +30 |
|  | 4.   | Unterhaching        | 64 | 38 | 18 | 10 | 10 | 73  | 59  | +14 |
|  | 5.   | Schweinfurt 05      | 62 | 38 | 17 | 11 | 10 | 96  | 56  | +40 |
|  | 6.   | Aubstadt            | 61 | 38 | 17 | 10 | 11 | 74  | 43  | +31 |
|  | 7.   | Illertissen         | 59 | 38 | 17 | 8  | 13 | 57  | 45  | +12 |
|  | 8.   | Vikt. Aschaffenburg | 51 | 38 | 14 | 9  | 15 | 54  | 53  | +1  |
|  | 9.   | Augusta II          | 50 | 38 | 14 | 8  | 16 | 68  | 70  | -2  |
|  | 10.  | Eichstätt           | 50 | 38 | 13 | 11 | 14 | 49  | 62  | -13 |
|  | 11.  | Norimberga II       | 49 | 38 | 11 | 16 | 11 | 55  | 56  | -1  |
|  | 12.  | Buchbach            | 48 | 38 | 12 | 12 | 14 | 50  | 46  | +4  |
|  | 13.  | Pipinsried          | 48 | 38 | 14 | 6  | 18 | 52  | 72  | -20 |
|  | 14.  | Heimstetten         | 47 | 38 | 14 | 5  | 19 | 56  | 68  | -12 |
|  | 15.  | Rain 1896           | 45 | 38 | 13 | 6  | 19 | 43  | 66  | -23 |
|  | 16.  | Eltersdorf          | 41 | 38 | 12 | 5  | 21 | 55  | 84  | -29 |
|  | 17.  | Greuther Fürth II   | 40 | 38 | 10 | 10 | 18 | 50  | 67  | -17 |
|  | 18.  | Memmingen           | 38 | 38 | 9  | 11 | 18 | 44  | 72  | -28 |
|  | 19.  | Schalding-Heining   | 29 | 38 | 7  | 8  | 23 | 34  | 85  | -51 |
|  | 20.  | Rosenheim 1860      | 27 | 38 | 5  | 12 | 21 | 39  | 102 | -63 |

Legenda:
      Promosso in 3. Liga 2022-2023.
  Ammesse ai play-off o ai play-out.
      Retrocessi in Oberliga.
Regolamento:
Tre punti a vittoria, uno a pareggio, zero a sconfitta.
In caso di arrivo di due o più squadre a pari punti, la graduatoria finale verrà stilata secondo la classifica avulsa tra le squadre interessate che prevede, in ordine, i seguenti criteri:
- Punti negli scontri diretti
- Differenza reti negli scontri diretti
- Differenza reti generale
- Reti realizzate in generale
- Sorteggio

### Tabellone
Ogni riga indica i risultati casalinghi della squadra segnata a inizio della riga, contro le squadre segnate colonna per colonna (che invece avranno giocato l'incontro in trasferta). Al contrario, leggendo la colonna di una squadra si avranno i risultati ottenuti dalla stessa in trasferta, contro le squadre segnate in ogni riga, che invece avranno giocato l'incontro in casa.
|                        | Aub  | Aug  | Bay  | Bay  | Buc  | Eic  | Elt  | Gre  | Hei  | Ill  | Mem  | Nor  | Pip  | Rai  | Ros  | Sch  | Sch  | Unt  | Vik  | Wac  |
| ---------------------- | ---- | ---- | ---- | ---- | ---- | ---- | ---- | ---- | ---- | ---- | ---- | ---- | ---- | ---- | ---- | ---- | ---- | ---- | ---- | ---- |
| Aubstadt               | –––– | 1-1  | 0-1  | 1-2  | 4-1  | 4-0  | 2-1  | 0-0  | 1-0  | 1-1  | 3-1  | 0-1  | 4-1  | 4-0  | 2-0  | 9-1  | 2-2  | 0-0  | 4-0  | 1-2  |
| Augusta II             | 2-2  | –––– | 0-3  | 2-6  | 0-0  | 2-0  | 5-1  | 2-2  | 2-2  | 4-0  | 3-1  | 4-2  | 2-0  | 0-2  | 3-1  | 3-1  | 2-2  | 1-1  | 0-2  | 3-1  |
| Bayern Monaco II       | 3-3  | 3-2  | –––– | 1-1  | 1-0  | 6-3  | 5-1  | 2-1  | 1-0  | 2-0  | 1-1  | 3-0  | 6-1  | 3-1  | 8-1  | 1-0  | 5-1  | 5-1  | 2-2  | 0-4  |
| Bayreuth               | 2-0  | 4-0  | 4-0  | –––– | 1-1  | 4-1  | 3-1  | 4-0  | 3-0  | 4-2  | 2-1  | 5-2  | 1-2  | 1-0  | 0-4  | 6-0  | 0-3  | 2-1  | 2-1  | 2-3  |
| Buchbach               | 1-1  | 0-1  | 2-2  | 5-2  | –––– | 1-3  | 1-1  | 0-2  | 4-0  | 0-1  | 1-1  | 2-1  | 0-2  | 4-0  | 1-0  | 2-0  | 1-1  | 1-1  | 1-0  | 1-3  |
| Eichstätt              | 2-1  | 1-0  | 3-1  | 1-3  | 1-1  | –––– | 0-3  | 0-0  | 3-0  | 1-1  | 3-2  | 0-3  | 1-0  | 0-1  | 2-0  | 1-0  | 0-0  | 1-2  | 0-0  | 2-2  |
| Eltersdorf             | 1-0  | 2-1  | 2-6  | 0-3  | 4-2  | 0-3  | –––– | 0-3  | 2-0  | 0-2  | 1-3  | 3-3  | 1-2  | 0-1  | 5-1  | 1-1  | 0-4  | 1-5  | 0-1  | 1-5  |
| Greuther Fürth II      | 2-3  | 3-2  | 0-3  | 0-5  | 0-3  | 3-0  | 2-1  | –––– | 0-2  | 0-2  | 0-1  | 1-1  | 3-0  | 0-1  | 1-1  | 2-2  | 1-4  | 2-0  | 0-5  | 1-1  |
| Heimstetten            | 1-4  | 4-3  | 1-2  | 2-3  | 2-0  | 2-1  | 1-2  | 2-0  | –––– | 1-0  | 4-1  | 0-0  | 1-3  | 3-1  | 4-3  | 1-4  | 2-2  | 0-2  | 4-0  | 1-0  |
| Illertissen            | 1-2  | 4-0  | 1-1  | 0-1  | 0-1  | 3-1  | 1-2  | 2-0  | 4-1  | –––– | 1-1  | 2-4  | 1-0  | 1-1  | 4-0  | 0-0  | 1-1  | 0-2  | 1-0  | 1-2  |
| Memmingen              | 2-3  | 0-6  | 0-4  | 0-3  | 0-1  | 2-2  | 1-1  | 3-3  | 2-1  | 2-2  | –––– | 1-0  | 1-3  | 0-0  | 4-0  | 3-1  | 1-0  | 0-2  | 0-0  | 0-3  |
| Norimberga II          | 1-1  | 0-3  | 3-3  | 0-3  | 1-0  | 1-1  | 1-3  | 1-0  | 0-0  | 3-1  | 1-1  | –––– | 2-2  | 0-1  | 1-1  | 2-1  | 2-0  | 5-1  | 3-1  | 2-2  |
| Pipinsried             | 3-2  | 3-1  | 1-5  | 1-2  | 0-5  | 0-2  | 1-0  | 0-2  | 3-2  | 1-4  | 1-2  | 0-1  | –––– | 1-0  | 2-2  | 3-0  | 2-2  | 1-2  | 3-3  | 1-0  |
| Rain                   | 1-0  | 2-4  | 2-4  | 0-4  | 0-0  | 1-1  | 0-2  | 2-2  | 4-2  | 1-2  | 0-2  | 1-1  | 4-3  | –––– | 5-0  | 3-0  | 2-1  | 2-1  | 0-2  | 0-4  |
| Rosenheim              | 0-0  | 1-1  | 0-6  | 1-5  | 2-1  | 2-2  | 3-4  | 1-0  | 0-2  | 0-3  | 1-1  | 1-0  | 0-0  | 1-0  | –––– | 2-2  | 2-2  | 1-3  | 0-2  | 1-1  |
| Schalding-Heining      | 0-3  | 0-1  | 2-1  | 0-1  | 1-3  | 1-3  | 2-2  | 0-5  | 0-0  | 1-3  | 3-0  | 1-1  | 0-1  | 0-1  | 1-1  | –––– | 0-2  | 5-4  | 2-0  | 1-0  |
| Schweinfurt            | 5-1  | 6-0  | 3-6  | 1-5  | 3-0  | 6-0  | 4-2  | 3-1  | 4-0  | 1-2  | 1-0  | 1-1  | 3-0  | 5-1  | 8-0  | 6-0  | –––– | 0-2  | 2-1  | 2-2  |
| Unterhaching           | 1-0  | 1-0  | 0-3  | 2-2  | 2-2  | 1-4  | 2-0  | 5-2  | 4-3  | 0-2  | 4-2  | 1-1  | 1-1  | 2-0  | 5-4  | 4-0  | 1-1  | –––– | 1-1  | 1-2  |
| Viktoria Aschaffenburg | 0-2  | 2-1  | 1-2  | 0-1  | 1-0  | 0-0  | 1-4  | 2-2  | 0-2  | 0-1  | 4-1  | 2-2  | 2-1  | 3-0  | 3-1  | 4-0  | 3-2  | 1-1  | –––– | 3-1  |
| Wacker Burghausen      | 0-3  | 4-1  | 2-2  | 0-1  | 1-1  | 3-0  | 3-0  | 1-4  | 0-3  | 3-0  | 3-0  | 3-2  | 2-3  | 3-2  | 8-0  | 0-1  | 5-2  | 1-4  | 4-1  | –––– |

### Classifica marcatori
| Gol | Rigori |  | Giocatore         | Squadra          |
| --- | ------ |  | ----------------- | ---------------- |
| 28  | 10     |  | Patrick Hobsch    | Unterhaching     |
| 25  | 1      |  | Adam Jabiri       | Schweinfurt      |
| 21  | 1      |  | Gabriel Vidović   | Bayern Monaco II |
| 21  | 3      |  | Markus Ziereis    | Bayreuth         |
| 17  | 1      |  | Meris Skenderović | Schweinfurt      |

### Spareggio promozione-retrocessione
Allo spareggio sono ammesse la sedicesima e diciassettesima classificata in Regionalliga Baviera e le seconde classificate di entrambi i gironi di Oberliga Baviera.
|                   | Risultati |                   | Luogo e data               |
| ----------------- | --------- | ----------------- | -------------------------- |
| Donaustauf        | 0-6       | Greuther Fürth II | Donaustauf, 24 maggio 2022 |
| Ansbach           | 2-0       | Eltersdorf        | Ansbach, 24 maggio 2022    |
| Greuther Fürth II | 4-0       | Donaustauf        | Fürth, 27 maggio 2022      |
| Eltersdorf        | 2-1       | Ansbach           | Erlangen, 27 maggio 2022   |
|                   |           |                   |                            |

## Spareggio promozione intergirone
Allo spareggio sono ammesse le prime classificate di Regionalliga nord e nordest.
|            | Risultati |            | Luogo e data             |
| ---------- | --------- | ---------- | ------------------------ |
| BFC Dynamo | 0-2       | Oldenburg  | Berlino, 28 maggio 2022  |
| Oldenburg  | 1-2       | BFC Dynamo | Oldenburg, 4 giugno 2022 |
|            |           |            |                          |